# کلاودیا ساویکیتا
کلاودیا ساویکیتا (انگلیسی: Klaudija Savickaitė؛ زادهٔ ۱۳ سپتامبر ۱۹۹۴) بازیکن فوتبال اهل لیتوانی است.
وی همچنین در تیم ملی فوتبال Lithuania بازی کرده‌است.